# Lijst van schaatsrecords 1500 meter mannen (junioren)
Dit is een overzicht van de ontwikkeling van de schaatsrecords op de 1500 meter mannen (junioren).

## Ontwikkeling wereldrecord 1500 meter
| Nr. | Naam                 | Land             | Tijd    | Datum            | Baan                 |
| --- | -------------------- | ---------------- | ------- | ---------------- | -------------------- |
| 1.  | Eric Heiden          | Verenigde Staten | 2.02,75 | 18 januari 1976  | Madonna di Campiglio |
| 2.  | Eric Heiden          | Verenigde Staten | 1.59,46 | 20 februari 1977 | Inzell               |
| 3.  | Aleksandr Klimov     | Sovjet-Unie      | 1.56,15 | 24 maart 1983    | Medeo                |
| 4.  | Masahiko Omura       | Japan            | 1.55,90 | 15 februari 1987 | Heerenveen           |
| 5.  | Ådne Søndrål         | Noorwegen        | 1.55,76 | 10 maart 1990    | Heerenveen           |
| 6.  | Falko Zandstra       | Nederland        | 1.53,26 | 2 maart 1991     | Calgary              |
| 7.  | Yusuke Imai          | Japan            | 1.52,88 | 2 maart 1996     | Calgary              |
| 8.  | Yusuke Imai          | Japan            | 1.52,78 | 9 maart 1996     | Calgary              |
| 9.  | Yusuke Imai          | Japan            | 1.52,33 | 23 februari 1997 | Calgary              |
| 10. | Choi Jae-bong        | Zuid-Korea       | 1.52,25 | 6 december 1997  | Heerenveen           |
| 11. | Choi Jae-bong        | Zuid-Korea       | 1.51,47 | 12 februari 1998 | Nagano               |
| 12. | Dmitri Sjepel        | Rusland          | 1.50,45 | 21 maart 1998    | Calgary              |
| 13. | Choi Jae-bong        | Zuid-Korea       | 1.49,71 | 28 november 1998 | Calgary              |
| 14. | Mark Tuitert         | Nederland        | 1.48,45 | 19 maart 1999    | Calgary              |
| 15. | Shingo Doi           | Japan            | 1.47,33 | 17 maart 2001    | Calgary              |
| 16. | Beorn Nijenhuis      | Nederland        | 1.46,80 | 21 maart 2002    | Calgary              |
| 17. | Remco Olde Heuvel    | Nederland        | 1.46,73 | 21 maart 2003    | Calgary              |
| 18. | Håvard Bøkko         | Noorwegen        | 1.46,07 | 18 november 2005 | Salt Lake City       |
| 19. | Sjoerd de Vries      | Nederland        | 1.45,54 | 15 maart 2007    | Calgary              |
| 20. | Brian Hansen         | Verenigde Staten | 1.44,52 | 4 december 2009  | Calgary              |
| 21. | Brian Hansen         | Verenigde Staten | 1.44,45 | 11 december 2009 | Salt Lake City       |
| 22. | Allan Dahl Johansson | Noorwegen        | 1.43.13 | 3 december 2017  | Calgary              |
| 23. | Jordan Stolz         | Verenigde Staten | 1.42,26 | 12 maart 2023    | Salt Lake City       |